# Aḥmad b. Ḥasan Abi l-Husayn
Aḥmad b. al-Ḥasan Abī l-Ḥusayn, detto Ahmad I (in arabo ﺍﺣﻤﺪ ﺑﻦ ﺍﻟﺤﺴﻥ ﺍﻟﻜﻠﺒﻲ‎?; fl. X secolo), fu il secondo emiro kalbita dell'Emirato di Sicilia.
Alla morte nel 964 di suo padre, al-Ḥasan ibn ʿAlī al-Kalbī, Aḥmad gli succedette, governando l'isola fino al 969.
I rapporti coi Bizantini, durante il suo emirato, migliorarono alquanto, a causa delle mire del Sacro Romano Impero sul meridione italico e la Sicilia, che portò a una sorta di alleanza tra Costantinopoli e i Fatimidi.

L'imperatore germanico Ottone II si spinse fino in Calabria, ma si trovò ad affrontare le forze siculo-arabe e greco-bizantine e lo scontro tra le forze del primo e i suoi antagonisti ʿAlī b. al-Ḥasan, figlio del primo wālī kalbita di Sicilia ebbe luogo a Capo Colonna, in Calabria, nel luglio del 982 e da esso uscì vittoriosa la coalizione islamico-cristiana. 
Come ricordava Umberto Rizzitano nel lemma da lui curato sui Kalbiti fu questo lo scontro più importante tra musulmani di Sicilia e cristiani nei loro domini, dal momento che ebbero minor rilievo quelli in Calabria del 986, l'assedio di Cosenza del 988, alcune puntate offensive contro Taranto nel 991, l'incursione su Matera del 994, l'attacco di sorpresa a Benevento del 1002 e infine un breve assedio di Capua.